# Agent Steel
Agent Steel est un groupe de power metal américain, originaire de Los Angeles, en Californie. Formé en 1984, le groupe enregistre son premier album en 1985. Ensuite, il aura plusieurs changements de line-up. En 1988, le groupe, dont John Cyriis et Chuck Profus sont les deux derniers membres présents au début du groupe, se séparera.
Le groupe se reforme en 1998, mais sans John Cyriis, son chanteur et leader. Juan Garcia et Bernie Versailles sont donc les meneurs du groupe, à la suite du départ du batteur Chuck Profus en 2001. Finalement en 2010 et 2011, John Cyriis fera plusieurs concerts avec le groupe. Depuis, son statut dans le groupe est indéfini, car Rick Mythiasin est dans le groupe temporairement depuis 2011. 
Depuis 2011, les membres du groupe ne se produisent plus sous le nom de Agent Steel, mais sous le nom de Masters of Metal, avec exactement les membres. Bernie Versailles remplace John Cyriis au chant, et le groupe publie un album en 2015.

## Biographie

### Débuts et popularité
John Camps quitte Sceptre et se joint au groupe Abattoir sous le nom de John Syriis, puis Cyriis. Il quitte Abattoir et s'associe avec le guitariste Bill Simmons, le bassiste Paul Ginsert et le batteur Eric Keck pour former Agent Steel. John quitte le groupe pour s'associer au batteur Chuck Profus et former Agent Steel avec de nouveaux membres. Mark Marshall (avant son arrivée au sein de Savage Grace) et Bill Simmons se joignent comme guitaristes, avec George Robb à la basse. En 1984, cette formation enregistre, aux côtés du producteur Dan McConomy, la démo 144,000 Gone. La démo est jouée sur KMET - The Mighty Metal hour ; et avec l'aide du guitariste Juan Garcia ; attire l'intérêt du label Combat Records qui signe Agent Steel. Le premier concert d'Agent Steel se fait pour Slayer au Country Club de Reseda, en Californie. Steve Sinclair de Combat records signera le groupe.
Des changements de guitariste s'effectuent après la démo 144,000 Gone, mais c'est finalement les guitaristes Juan Garcia aet Kurt Colfelt qui se joignent au groupe. Le premier album d'Agent Steel intitulé Skeptics Apocalypse est publié le 17 août 1985 chez Combat Records,. Kurt Colfelt quitte le groupe et forme Holy Terror, changeant l'appellation de son nom pour devenir Kurt Kilfelt. Il garde aussi la chanson Back to Reign l'enregistre avec Holy Terror sous le titre Debt of Pain. Kurt est remplacé par le guitariste Bernie Versailles et un EP intitulé Mad Locust Rising est publié à la fin de 1985. Il est publié aux États-Unis par Combat Records, et en Europe par Music for Nations. L'EP comprend The Ripper, l'une des quelques reprises de Judas Priest par le groupe.
George Robb quitte le groupe peu après l'EP Mad Locust Rising, et est remplacé par le bassiste Michael Zaputil. En mars 1986, le groupe entre au Morrisound Studio de Tampa, en Floride, et enregistre la suite de Mad Locust Rising, intitulée Unstoppable Force. Le groupe arrête brièvement les enregistrements pour tourner en Europe. Ils jouent en mai avec Anthrax et Overkill où la vidéo US Speed Metal Attack est enregistrée. Ils reviennent ensuite en studio pour terminer Unstoppable Force dont la sortie sera repoussée à 1987.

### Chute
Après l'enregistrement de Unstoppable Force, le groupe commence à décliner pendant la séparation de ses membres à travers les États-Unis. Cyriis et Chuck Profus partent pour Tampa ; et Juan Garcia, Bernie Versailles, et Michael Zaputil décident de rester à Los Angeles. À Tampa, Cyriis et Chuck Profus recrutent les guitaristes James Murphy et J. Weslord, comme bassiste Richard Bateman pour une tournée européenne. Une vidéo de leur tournée est réalisée le 20 juin 1987 avec Nuclear Assault, et Onslaught. Au début de 1988, Cyriis, ne s'accordant pas avec notamment les « querelles politiques » dans la scène metal, dissout l'« ancien Agent Steel ».

### Retour et retrait
Après la séparation du groupe en 1988, Chuck Profus et Cyriis se joignent à un nombre de groupes séparément. En 1999, Agent Steel est reformé. Juan Garcia recrute le bassiste Karlos Medina, ancien membre d'EvilDead, et Terror ; et Chuck Profus et Bernie Versailles reviennent aux côtés de Bruce Hall comme chanteur. Agent Steel enregistre Omega Conspiracy en 1999, leur tout premier album en 13 ans. Chuck Profus se blesse à la main et est remplacé par Rigo Amezcua (ex-batteur de Terror) pour les concerts. Profus décide de quitter le groupe et Rigo Amezcua le remplace alors à plein temps. Avec cette nouvelle formation le groupe enregistre un nouvel album en 2001. En 2003, Agent Steel publie l'album Order of the Illuminati. Après la sortie de Order of the Illuminati, un EP est publié à la fin de 2003, Earth Under Lucifer, en parallèle à leur tournée avec Exodus. En 2005, Agent Steel publie un DVD officiel de leur apparition au Dynamo Open Air. En 2007, Agent Steel publie leur cinquième album, Alienigma. 
Le 24 avril 2010, le départ de Bruce Hall est annoncé. Agent Steel confirmera par le biais du chanteur originel John Cyriis, sa venue au festival Keep It True XIV qui prendra place les 29 et 30 avril au Tauberfrankenhalle, en Allemagne. En mai 2010, ils se mettent à écrire de nouvelles chansons.

## Discographie
- 1984 : 144,000 Gone (démo)
- 1984 : Second Demo (démo)
- 1985 : Skeptics Apocalypse
- 1986 : US Speed Metal Attack Split DVD/video
- 1986 : Mad Locust Rising
- 1987 : Unstoppable Force
- 1989 : Mad Locust Rising Video/VHS
- 1998 : Agents of Steel
- 1999 : Omega Conspiracy
- 1999 : Deny the Poison
- 2003 : Order of the Illuminati
- 2005 : Live @ Dynamo Open Air
- 2007 : Alienigma